# Delbana
Delbana – szwajcarska firma produkująca zegarki. Została założona w 1933 w Grenchen przez pochodzącego z San Marino Goliardo Della Balda.
Delbana należy do Federacji Szwajcarskiego Przemysłu Zegarkowego (FHS). Prezesami firmy są Daniel Kessler i Fred Leibundgut (z Delma Watch Ltd). Na początku XXI wieku doszło do połączenia marki Delbana z Delma Watch Ltd.
Do lat 50. XX wieku głównymi rynkami zbytu dla Delbany były kraje Ameryki Południowej. Od lat 50. do rynków zbytu dołączono kraje Europy Wschodniej (sprzedaż głównie do Polski).